# TAP Air Portugal
Pour les articles homonymes, voir TAP.
Abraça o mundo (Embrassez le monde)
TAP Air Portugal (code AITA : TP ; code OACI : TAP) est la compagnie aérienne nationale portugaise. Basée à Lisbonne, elle dessert 87 destinations dans 38 pays principalement en Europe, Afrique et Amérique du Sud. Détenue à 50 % par l'État portugais, elle est en voie de privatisation depuis 2012, l'une des conditions exigées par le Fonds monétaire international et l’Union européenne en échange d’un prêt de 78 milliards d'euros, alors que, paradoxalement, la compagnie entame, en 2014, sa cinquième année consécutive avec un chiffre d'affaires en bénéfice net, et ce malgré la crise frappant pourtant durement le Portugal. Elle a transporté 11 millions de passagers en 2014.
TAP Air Portugal a transporté 16 millions de passagers en 2018, soit une progression de 10 % par rapport à 2017.
Elle a enregistré sa meilleure croissance, avec une évolution de 4,8 % de son trafic lors du 1er semestre 2019. Elle a transporté 7,9 millions de voyageurs depuis le début de l’année.

## Historique

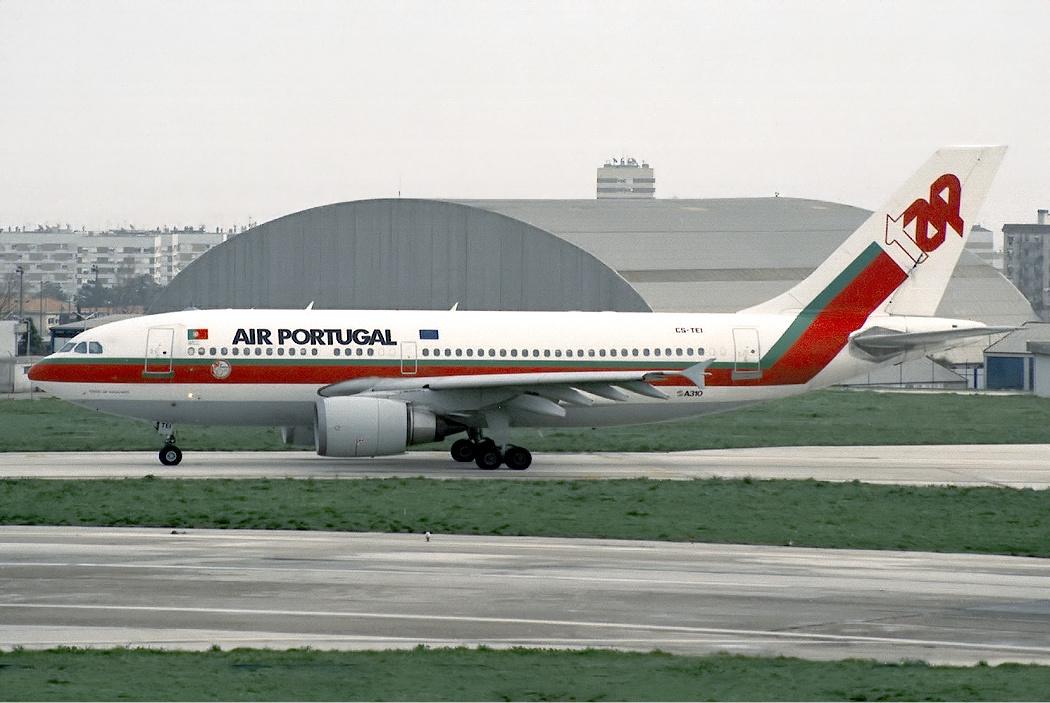
A310 de TAP en 1995

Fondée le 14 mars 1945 sous le nom de Transportes Aéreos Portugueses, SGPD S.A., la compagnie opère son premier vol le 16 septembre 1946 entre Lisbonne et Madrid, et inaugure ses premiers vols intérieurs l’année suivante. Elle est privatisée en 1953, et transporte son millionième passager en 1964, sa renationalisation intervenant en 1975. Elle prend en 1979 le nom de TAP Air Portugal, et dix ans plus tard change de statut pour devenir société anonyme cotée en bourse. Le SAirGroup (Swissair) entre dans son capital à hauteur de 34 % en 2000.

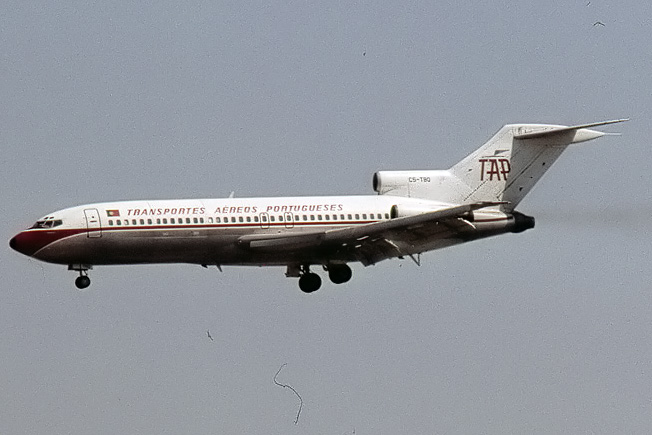
Boeing 727 de TAP en 1967

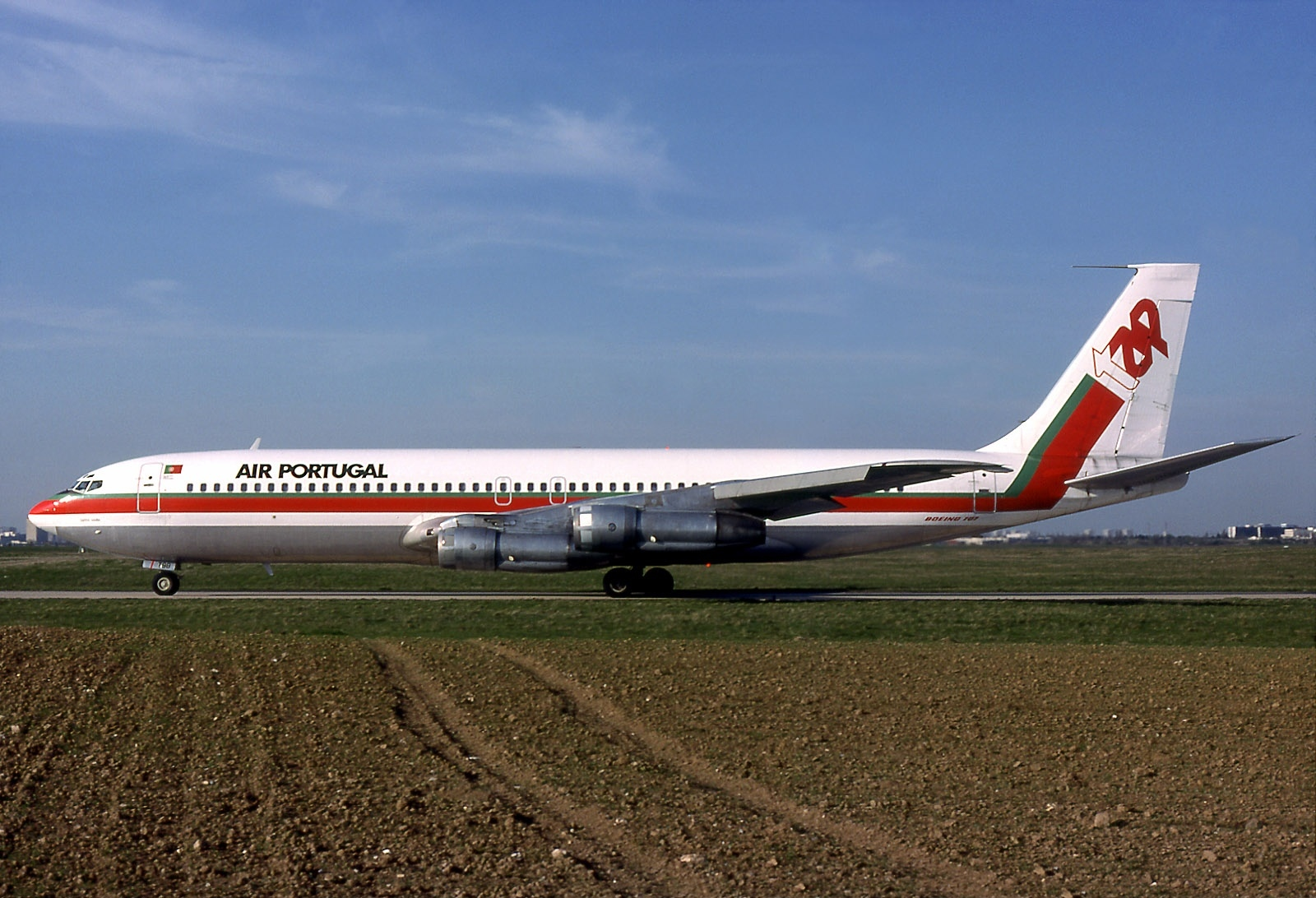
Boeing 707 de TAP le 14 avril 1982

La compagnie prend le nom de TAP Portugal en février 2005, et rejoint la même année Star Alliance dont elle est alors le 16e membre. Elle prend le contrôle en 2006 de la compagnie régionale Portugália.
En octobre 2012, le Portugal annonce avoir trouvé un repreneur, le Synergy Group brésilien qui détient AviancaTaca et Avianca Brazil, mais il renonce deux mois plus tard en raison de doutes sur les garanties financières.
Depuis 2013, le Jet Airline Crash Data Evaluation Center (JACDEC) classe TAP Portugal septième compagnie la plus sûre au monde sur un échantillon de 60 transporteurs, la seule autre européenne dans les dix premières étant Finnair.
En juin 2015, TAP Portugal est acquise par David Neeleman (en), homme d'affaires américano-brésilien, déjà propriétaire des compagnies Morris Air (en), JetBlue Airways et Azul Brazilian Airlines. Cette privatisation est suspendue par le tribunal administratif suprême, mais le gouvernement adopte une résolution pour passer outre cette décision.
En septembre 2017, la compagnie reprend son ancien nom, TAP Air Portugal.
Le 2 juillet 2020, le gouvernement portugais annonce porter sa participation de 50 % à 72,5 %, ce qui équivaut à une renationalisation de TAP et qui permet à David Neeleman de se retirer. Les parts restantes sont réparties entre Humberto Pedrosa (22,5 %) et les salariés du groupe (gardant leur 5 %).
Elle est la compagnie de lancement de l’A330neo. Son premier vol commercial au départ de Lisbonne a eu lieu en décembre 2018 à destination de São Paulo.

## Destinations
TAP Air Portugal dessert 87 destinations dans 34 pays en Europe, en Amérique du Sud, en Afrique, en Amérique du Nord et en Amérique centrale, comme Paris, Londres, New York, Chicago, Rio de Janeiro et Dubaï depuis l'aéroport de Lisbonne.

### Partenariat / Partage de codes
TAP Air Portugal a passé des accords de partage de codes avec les compagnies suivantes :

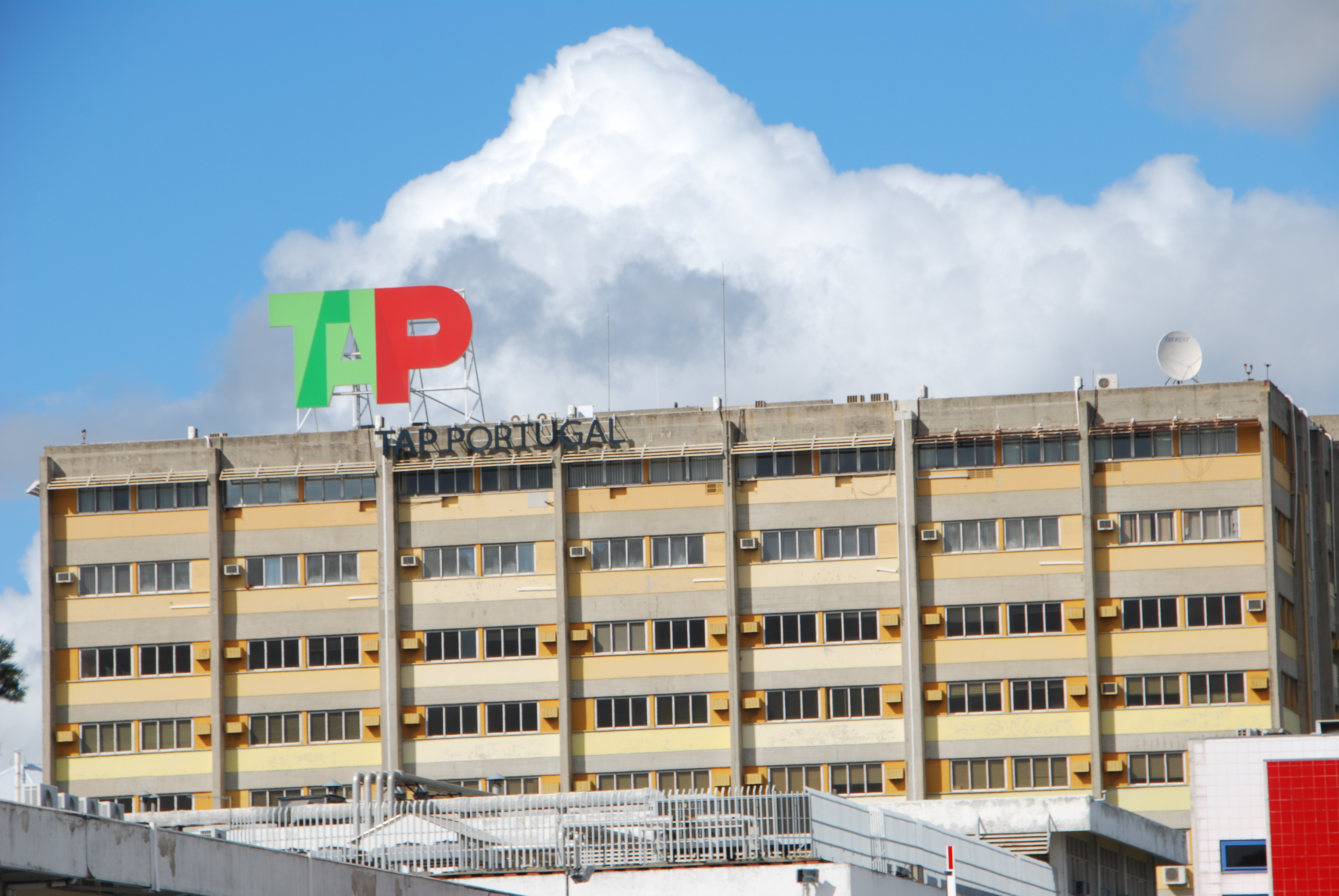
Le siège social de TAP à l'aéroport de.

- Star AllianceLe siège social de TAP à l'aéroport de Lisbonne-H. Delgado.

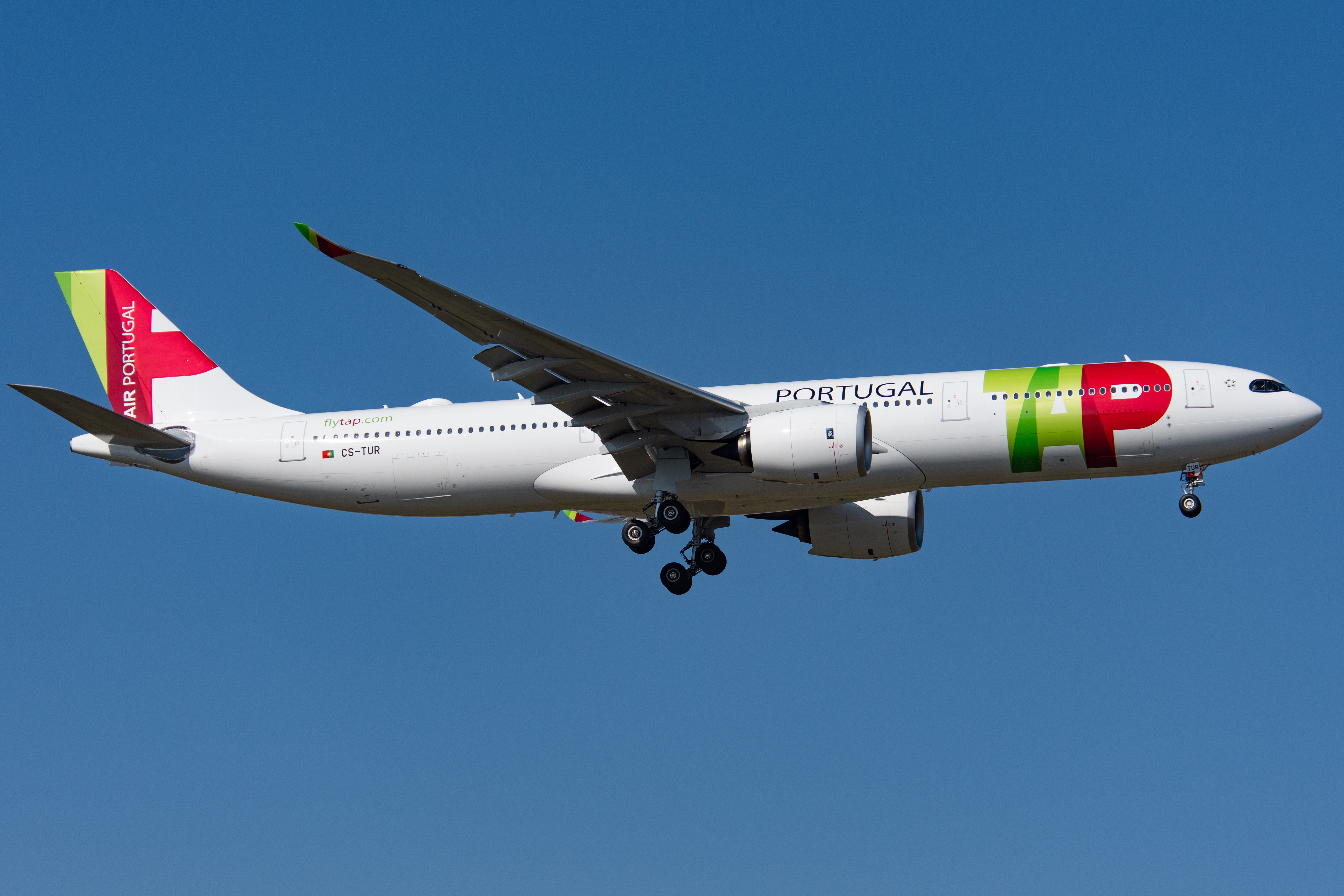
Airbus A330neo de TAP Air Portugal

- Autres compagnies :
  - Air Baltic
  - Alitalia
  - Avianca
  - Azul
  - Emirates
  - Etihad Airways
  - Finnair
  - GoL
  - LAM Linhas Aéreas de Moçambique
  - Royal Air Maroc
  - S7 Airlines
  - SATA International
  - TACV
  - Ukraine International Airlines

## Flotte
Le 21 mai 2019, TAP Air Portugal a célébré la réception de son 100e appareil, un Airbus A330-900neo. En 2025, la flotte de TAP Air Portugal est composée majoritairement d’appareils Airbus,, les seules exceptions étant les 14 Embraer 190, les 7 Embraer 195 exploités par la compagnie TAP Express.
Liste au 16 janvier 2025 :

## Accidents
- Le 19 novembre 1977, le vol TAP 425, un Boeing 727-282, reliant l'aéroport de Bruxelles à l'aéroport de Funchal, effectue une sortie de piste lors d'une tentative d’atterrissage à Funchal. L'appareil n'a pas réussi a s'arrêter avant la fin de la piste et est tombé dans un ravin. Sur les 164 occupants, 131 ont perdu la vie. Il s'agit du 2e accident le plus grave pour le Portugal, et du pire de l'histoire pour la TAP Air Portugal[23].
- Le 2 septembre 2022, le moteur 2 du vol 1492 de TAP Air Portugal, un Airbus A320neo, a heurté une moto qui a traversé la piste 24 de l'Aéroport international Ahmed-Sékou-Touré de Conakry lors de la course à l'atterrissage de l'avion. Les deux motards à moto ont péri; cependant, personne à bord de l'avion n'a été blessé. Le moteur 2 de l'avion a été endommagé par la collision[24],[25].

## Accords techniques
À la suite d'une décision prise en 2008, TAP Air Portugal a externalisé définitivement son Système de gestion des passagers à la société Amadeus en avril 2010.
Depuis 1972 et jusqu'à la migration de son système de réservations, d'inventaire et d'enregistrement des passagers aux plateformes Altéa de Amadeus, TAP Air Portugal utilisait un système (dérivé de Delta) portant le nom de TAPMATIC.

## Logos

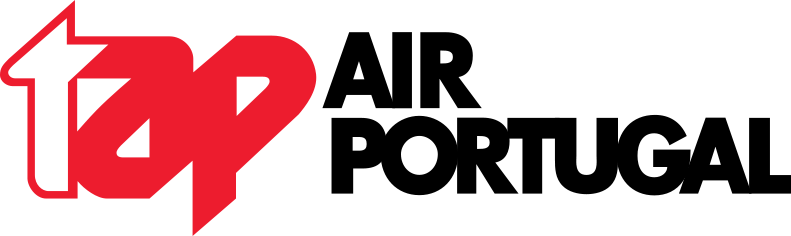
1979 - 2005
2005 - 2017
depuis 2017

## Galerie

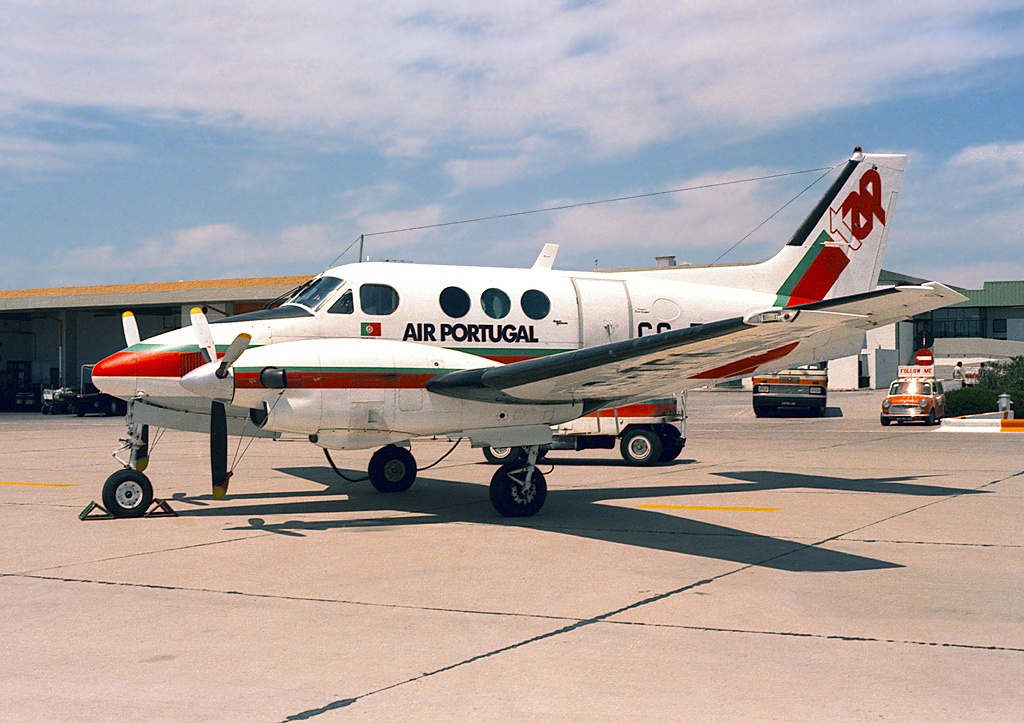
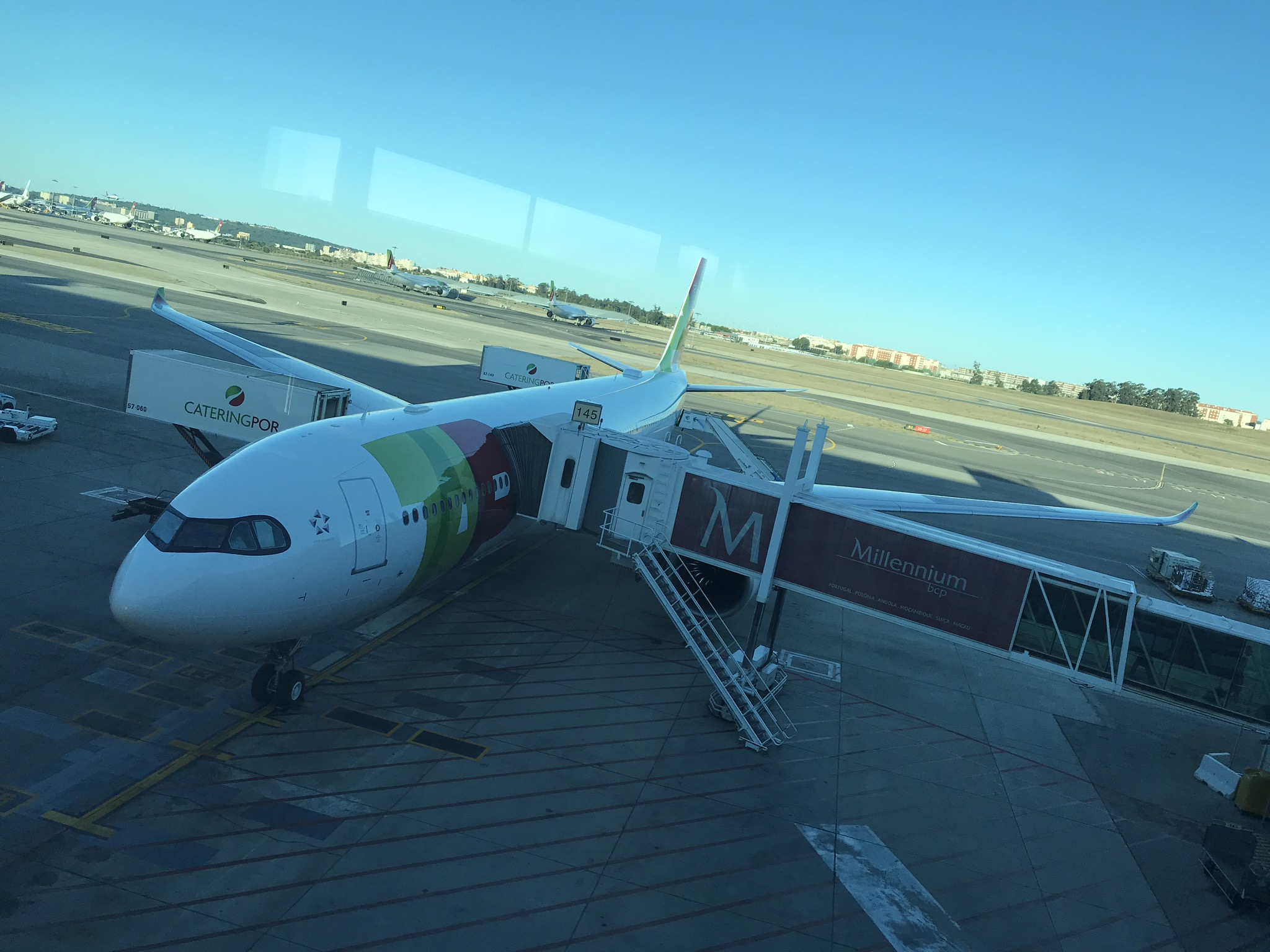
Airbus A330neo à Lisbonne en provenance de Chicago
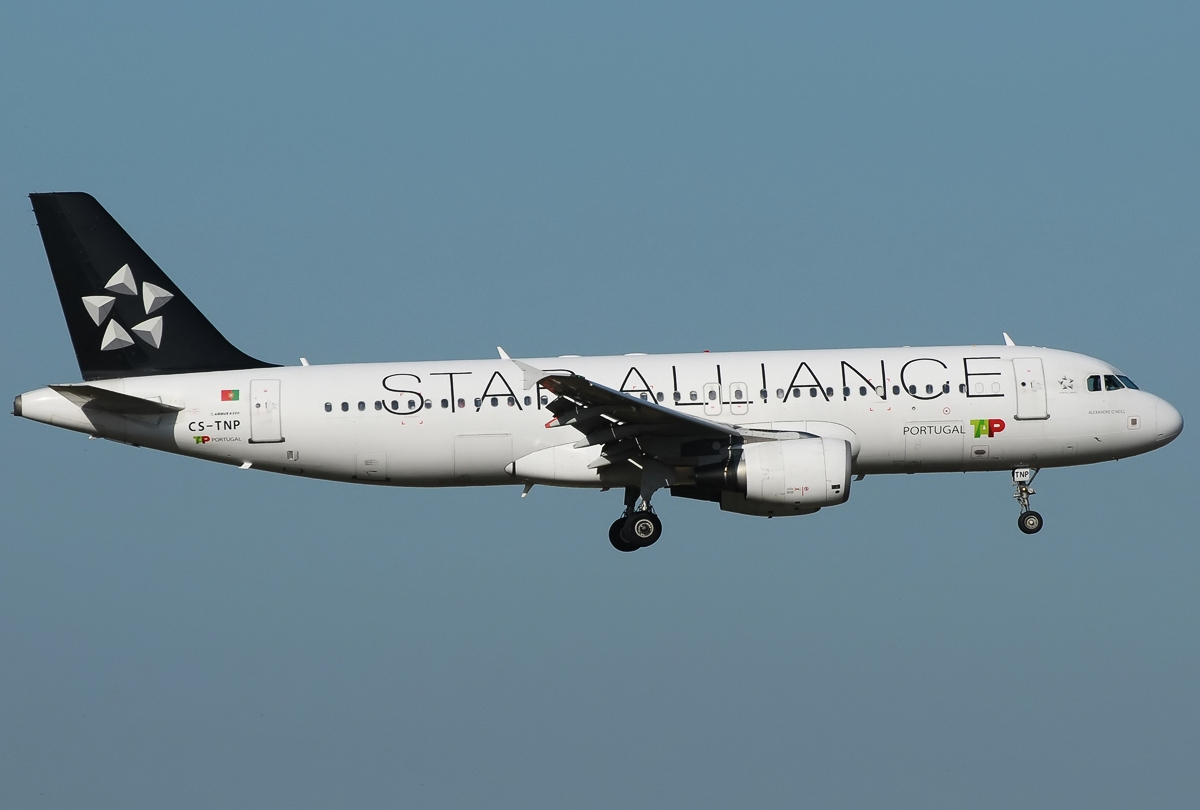
Livrée Star Alliance
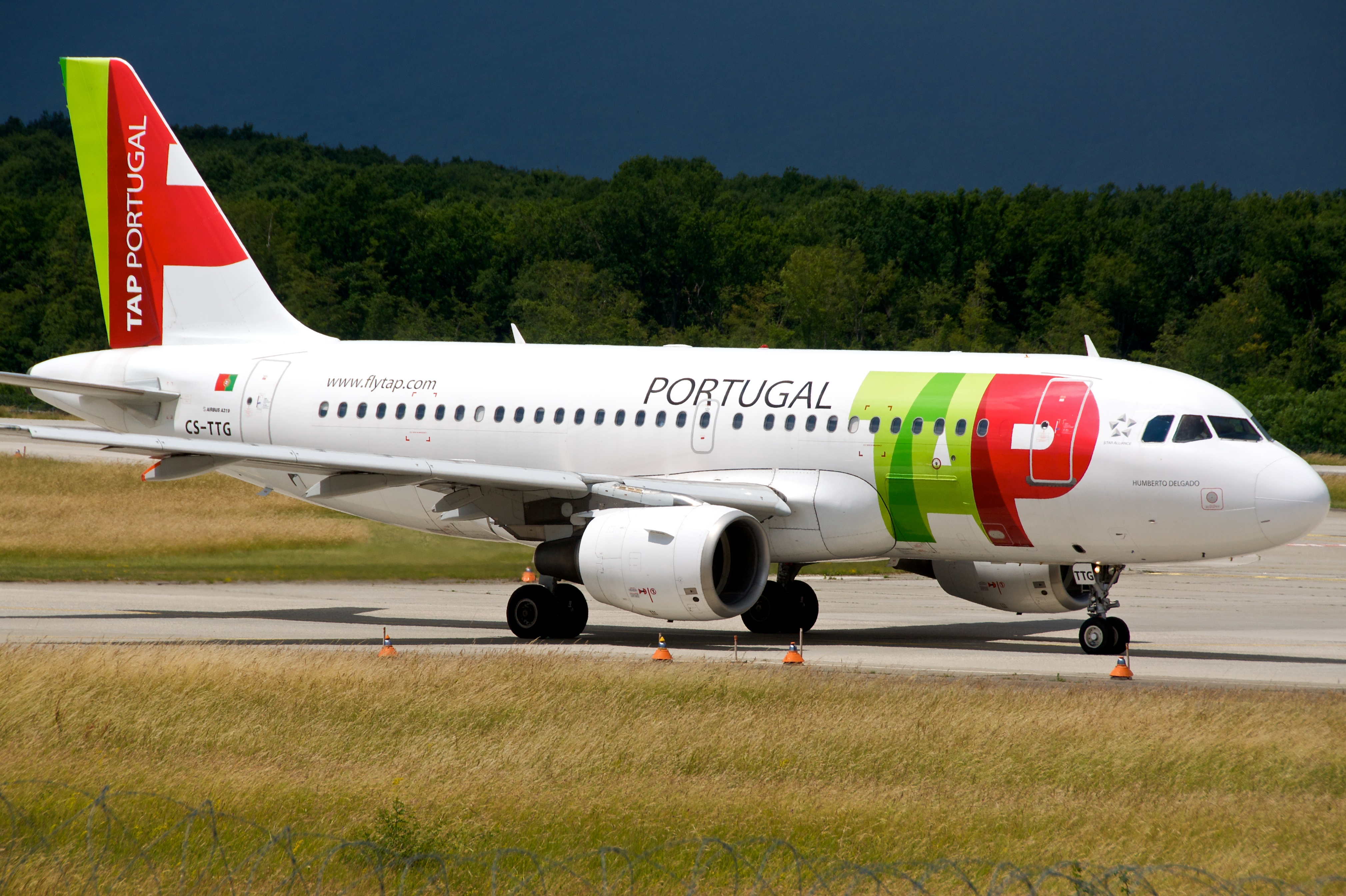
A319
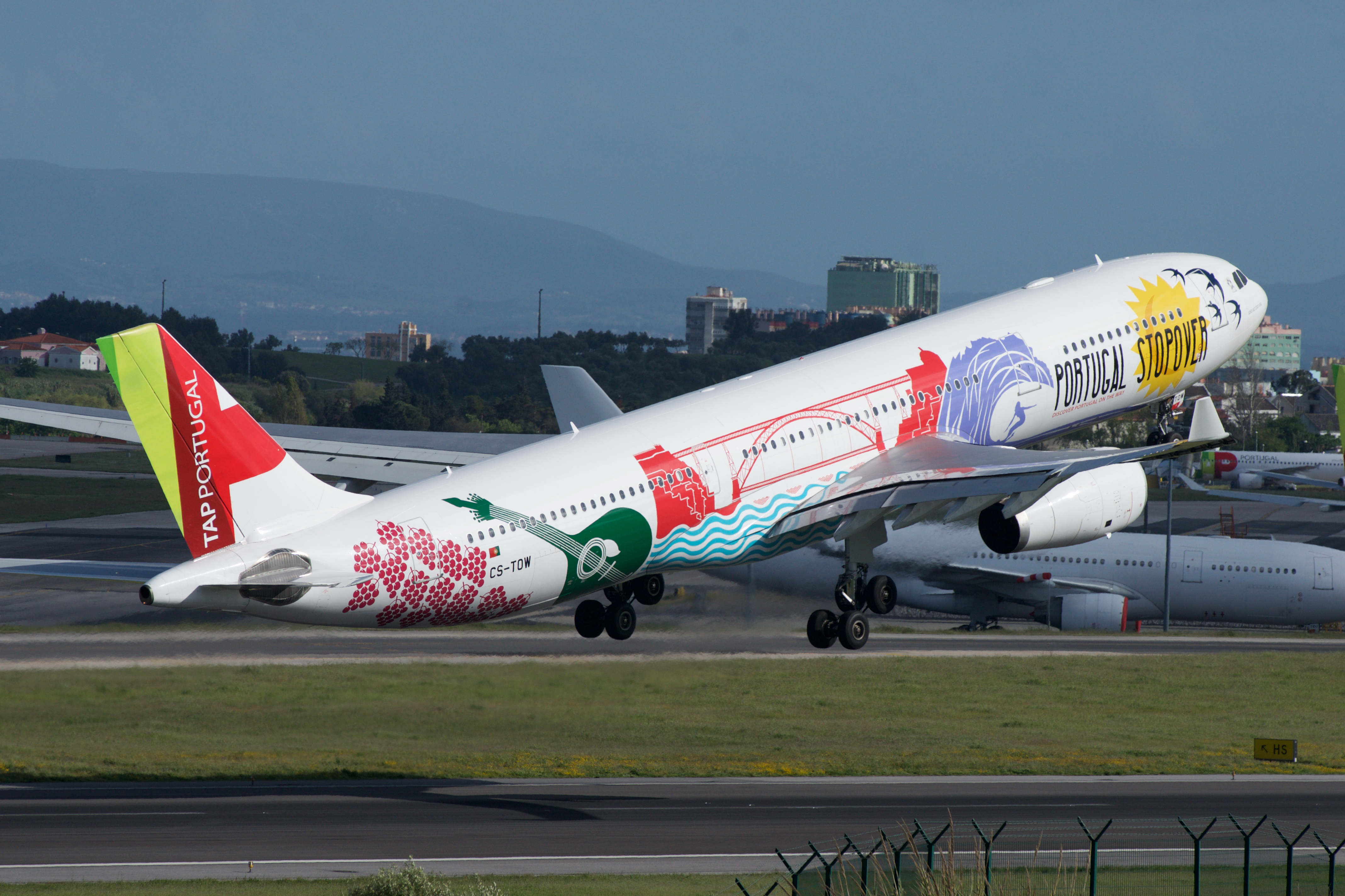
A330
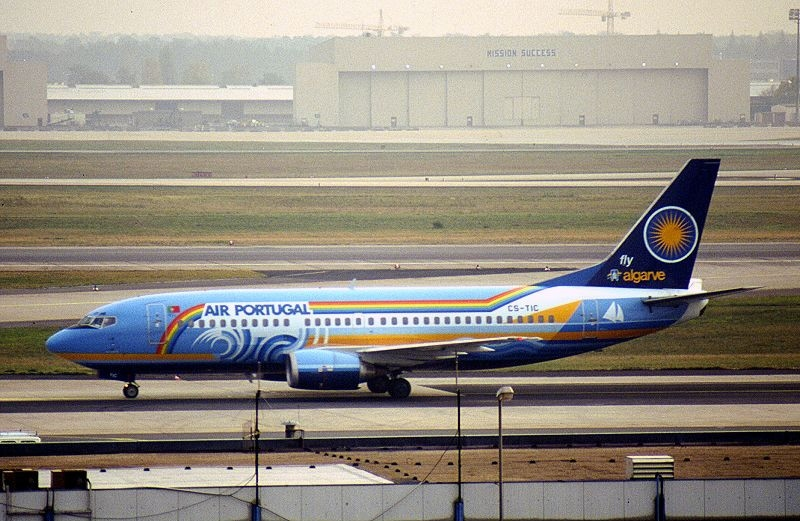
Algarve
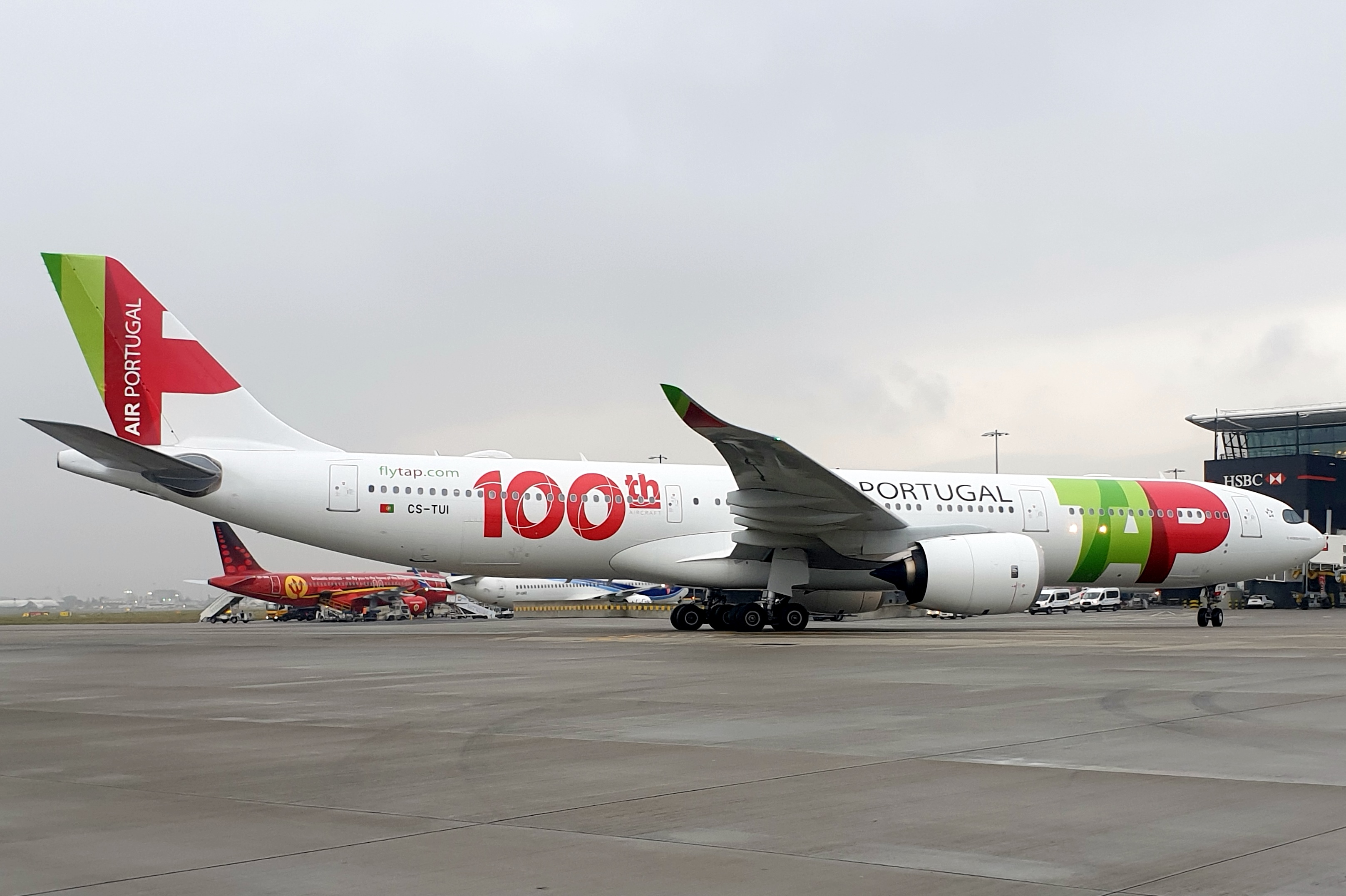
Livrée spéciale
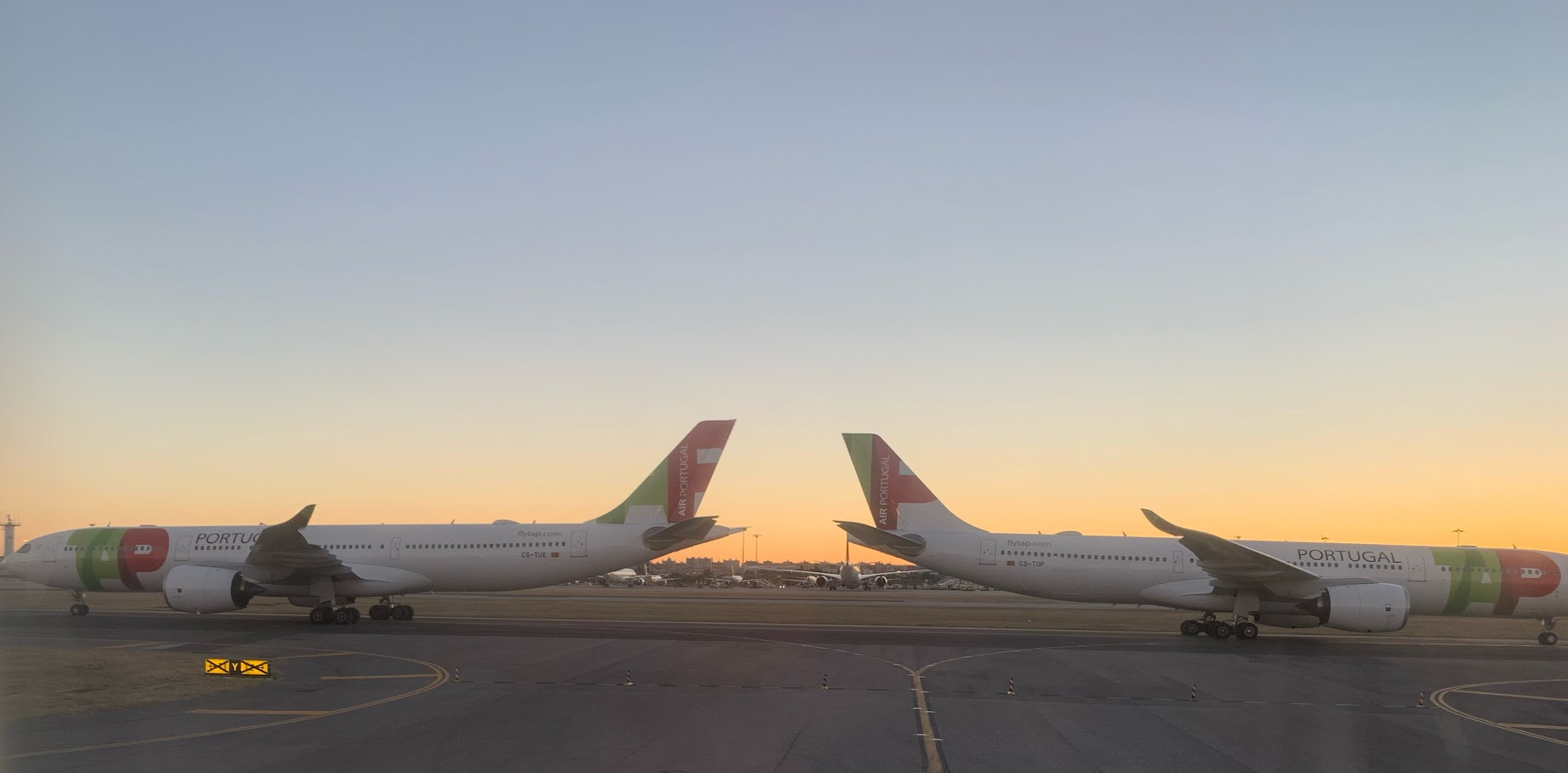
Symétrie d'avions TAP à Lisbonne